# Skycam
Skycam er et computerstyret, stabiliseret, kabelophængt kamerasystem. Systemet styres gennem tre dimensioner i det åbne rum over et spilleområde på et stadion eller en arena ved hjælp af et computerstyret kabeldrevsystem. Det bruges til at skabe videospillignende kameravinkler til tv-sportsdækning. Hele kameraet vejer mindre end 14 kilogram og kan flyve med 47 km/h.